# Boko (Mandesprache)
Boko (ISO 639-3 ist bqc) ist eine Mandesprache, die von 110.000 Menschen gesprochen wird, davon 70.000 in der beninischen Provinz Borgou und 40.000 in Nigeria in den Bundesstaaten Niger (LGA Borgu) und Kebbi (LGA Bagudo).
Sie ist am nächsten mit der Sprache Busa [bqp] verwandt und hat mit ihr eine lexikalische Ähnlichkeit von 90 %. Gemeinsam mit den Sprachen Bokobaru [bus], Tyenga [tye] und Schanga [sho] aus Nigeria bildet sie die Untergruppe der Busa-Sprachen. In der Vergangenheit sprachen die Boko-Muttersprachler meist Hausa, Yoruba, Bariba und Fulfulde als Zweitsprache. Heute sprechen sie fast ausschließlich Französisch als Zweitsprache.